# سبيشسكا بيلا
سبيشسكا بيلا (بالإنجليزية: Spišská Belá)‏ هي بلدة و municipality of Slovakia تقع في سلوفاكيا في Kežmarok District.[بحاجة لمصدر] يقدر عدد سكانها بـ 6,189 نسمة .